# Репс
Репс (алб. Reps) — невелике місто в Албанії, в області Лежа. Під час реформи місцевого самоврядування 2015 року він став підрозділом муніципалітету Мірдіте. До 2015 року був центром колишнього муніципалітету Орош.
За 4 км від міста — хромові копальні.